# Eduardo Escorel
Eduardo Escorel de Morais (São Paulo, 1945) é um montador, diretor de cinema e professor brasileiro.
Coordena um curso de pós-graduação na Fundação Getulio Vargas e leciona direção de cinema no curso de cinema e vídeo da Faculdade de Artes do Paraná.
É casado com a designer Ana Luísa Escorel.

## Filmografia
- No Intenso Agora (2017) [editor]
- Imagens do Estado Novo - 1937-45 (2016) [documentário, diretor][1][2]
- Santiago (2007) [editor]
- Vocação do Poder (2005) [editor, diretor, produtor]
- Achados e Perdidos (2005) [editor]
- 2 Perdidos numa Noite Suja (2002) [editor]
- 35 - O Assalto ao Poder (2002) [documentário, diretor][1]
- O Chamado de Deus (2001) [editor]
- Villa-Lobos - Uma Vida de Paixão (2000) [editor]
- Retrato Pintado (2000) [editor]
- Fé (1998) [editor]
- 32 — A guerra civil (1993) [documentário, diretor][1]
- O Fio da Memória (1991) [produtor executivo]
- 1930 — Tempo de revolução (1990) [documentário, diretor][1]
- Cabra Marcado para Morrer (1985) [editor]
- Sonho sem Fim (1985) [produtor executivo]
- O Cavalinho Azul (1984) [editor, diretor, roteirista]
- Eles não Usam Black-tie (1981) [editor]
- Ato de Violência (1980) [diretor, roteirista]
- Terra dos Índios (1979) [editor]
- Contos Eróticos (1977) [editor, diretor, roteirista]
- Joanna Francesa (1975) [editor]
- Guerra Conjugal (1975) [editor]
- Lição de Amor (1975) [diretor, roteirista, produtor]
- Isto É Pelé (1974) [editor]
- O Que Eu Vi, O Que Nós Veremos (1974) [diretor]
- Os Condenados (1975) [editor]
- Herança do Nordeste (1972) [editor]
- Os Inconfidentes (1972) [editor, roteirista]

## Prêmios e indicações
Festival de Brasília
- (1975) Vencedor: Melhor Montagem, por Guerra Conjugal
- (1980) Vencedor: Melhor Roteiro e Melhor Diretor, por Ato de Violência
- (2000) Vencedor: Melhor Montagem, por O Chamado de Deus

Festival de Gramado
- (1976) Vencedor: Melhor Diretor, por Lição de Amor
- (2002) Vencedor: Melhor Montagem, por Dois Perdidos numa Noite Suja

Grande Prêmio Cinema Brasil
- (2000) Indicado: Melhor Montagem, por Fé
- (2001) Indicado: Melhor Montagem, por Villa-Lobos - uma Vida de Paixão
- (2004) Indicado: Melhor Montagem, por Dois Perdidos numa Noite Suja
- (2008) Vencedor: Melhor Montagem, por Santiago

Festival É Tudo Verdade
- (2016) Menção Honrosa para Documentário Brasileiro de Longa ou Média-Metragem (Júri Oficial): por Imagens do Estado Novo - 1937-45[3]